# Kwabe Schulz
Kwabenaboye Appiah „Kwabe“ Schulz (* 6. Oktober 1998 in Berlin) ist ein deutscher Fußballspieler.

## Karriere
Schulz begann seine Karriere beim FC Viktoria 1889 Berlin. Im Mai 2017 stand er gegen den FC Carl Zeiss Jena erstmals im Kader der ersten Mannschaft der Berliner. Sein Debüt für diese in der Regionalliga gab er im selben Monat, als er am 34. Spieltag der Saison 2016/17 gegen den FSV Union Fürstenwalde in der 62. Minute für Mattia Trianni eingewechselt wurde. Dies blieb sein einziger Saisoneinsatz. In der Saison 2017/18 kam er zu 22 Regionalligaeinsätzen, in der Saison 2018/19 spielte er 19 Mal in der vierthöchsten Spielklasse. In der abgebrochenen Spielzeit 2019/20 absolvierte er 15 Spiele.
Zur Saison 2020/21 wechselte Schulz zum österreichischen Zweitligisten SK Austria Klagenfurt, bei dem er einen bis Juni 2022 laufenden Vertrag erhielt. Sein Debüt in der 2. Liga gab er im Oktober 2020, als er am sechsten Spieltag jener Saison gegen den SV Lafnitz in der Nachspielzeit für Simon Straudi eingewechselt wurde. Für die Kärntner kam er zu sechs Zweitligaeinsätzen, zu Saisonende stieg er mit dem Klub in die Bundesliga auf. In dieser kam er allerdings nicht mehr zum Einsatz, im August 2021 wurde sein Vertrag in Klagenfurt aufgelöst.
Daraufhin kehrte er im September 2021 wieder nach Berlin zurück und schloss sich dem Regionalligisten Berliner AK 07 an. Nach zwei Jahren als Stammspieler in der Hauptstadt wechselte Schulz im Sommer 2023 zum Ligakonkurrenten FC Rot-Weiß Erfurt.
Zur Spielzeit 2024/25 wechselte Schulz in die 3. Liga zu Viktoria Köln. Nach einer Spielzeit bei Viktoria Köln wechselte Schulz zur Saison 2025/26 zum Drittliga-Absteiger SV Sandhausen.

## Erfolge
Viktoria Berlin
- Berliner-Landespokal-Sieger: 2019

Viktoria Köln
- Mittelrheinpokal-Sieger: 2025

## Persönliches
Sein Bruder Kofi (* 1989) ist ebenfalls Fußballspieler. Er ist Sohn ghanaischer Eltern. Seinen deutschen Nachnamen verdankt er seiner Mutter, die mit einem Deutschen verheiratet war, der aber später starb.